# ゲーテ・メダル
ゲーテ・メダル（ドイツ語: Goethe-Medaille）はゲーテ・インスティトゥートが、ドイツ語と国際文化関係で傑出した貢献を行った外国人に授与する勲章。1955年に創設され、1975年以来、ドイツ連邦共和国の国家勲章となっている。ヨハン・ヴォルフガング・フォン・ゲーテの誕生日である毎年8月28日に授与されている。

## 著名な受賞者
- 1967年 - ヴィクトル・ジルムンスキー
- 1972年 - 西谷啓治
- 1976年
  - 菊池栄一
  - 桜井和市
- 1979年
  - サーディー・ウルマク
  - 辻瑆
- 1980年 - クラウディオ・マグリス
- 1983年 - ブルーノ・ベッテルハイム
- 1987年
  - ゴードン・クレイグ
  - ピエール・ブーレーズ
- 1988年
  - ジョージ・モッセ
  - ピエール・ブルデュー
  - クリストバル・アルフテル
  - ジョージ・モッセ
- 1989年 - エルンスト・ゴンブリッチ
- 1990年 - リゲティ・ジェルジュ
- 1991年
  - エドゥアルド・パオロッツィ
  - ヤン・フート
- 1992年 - カール・ポパー
- 1993年
  - ミシェル・トゥルニエ
  - パトリス・シェロー
- 1994年
  - サボー・イシュトヴァーン
  - ビリー・ワイルダー
- 1995年 - 尹伊桑
- 1996年 - 木村直司
- 1997年
  - ロルフ・リーバーマン
  - ナム・ジュン・パイク
- 1998年 - ラルフ・ダーレンドルフ
- 1999年 - ダニ・カラヴァン
- 2000年
  - ダニエル・リベスキンド
  - ジョージ・タボリ
- 2001年
  - アドニス
  - ソフィア・グバイドゥーリナ
- 2002年 - マイケル・ブルーメンソール
- 2003年 - ホルヘ・センプルン
- 2004年 - ケルテース・イムレ
- 2005年
  - 多和田葉子
  - シモーネ・ヤング
- 2007年
  - ダニエル・バレンボイム
  - 金珉基
- 2011年
  - ジョン・ル・カレ
  - アリアンヌ・ムヌーシュキン
- 2014年 - ジェラール・モルティエ
- 2015年 - ニール・マグレガー

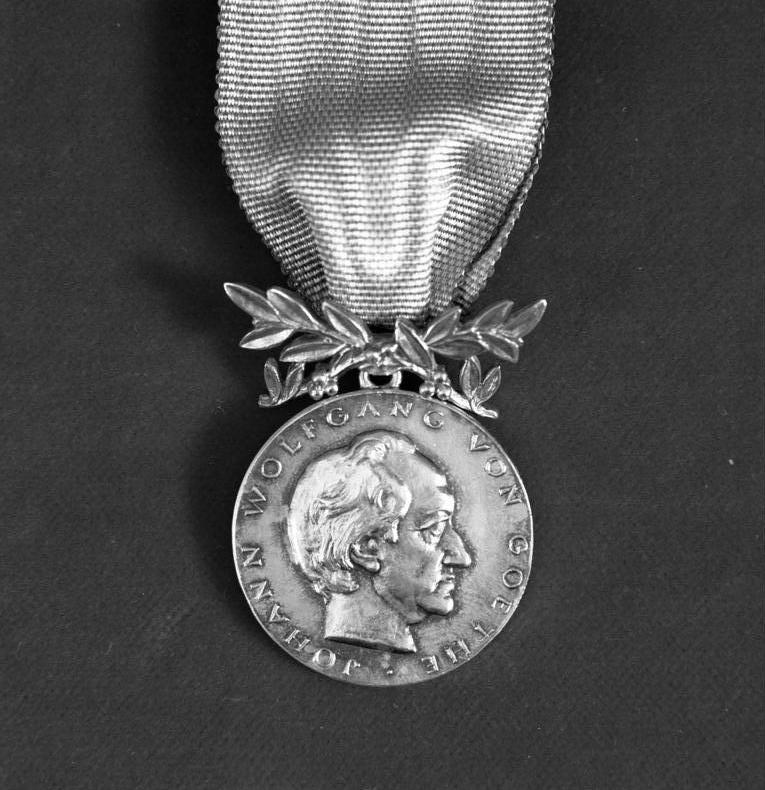
ゲーテ・メダル

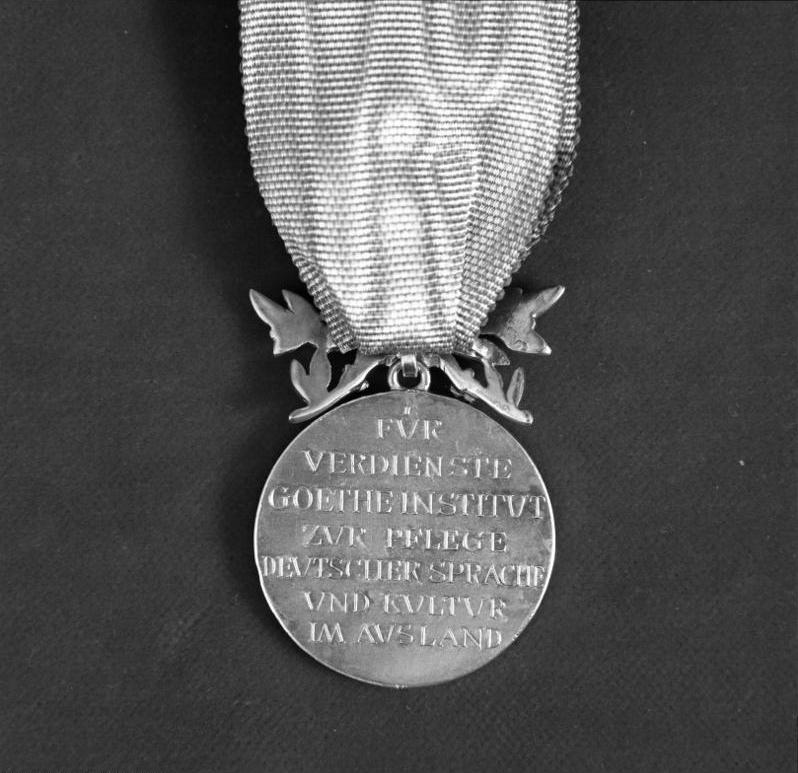
ゲーテ・メダル

- 2016年 - ユーリー・アンドルホーヴィチ
- 2018年 - エトヴェシュ・ペーテル
- 2020年 - イアン・マキューアン
- 2021年 - 細川俊夫[1]